# Kyuji Fujikawa
Kyuji Fujikawa (藤川 球児, Fujikawa Kyūji, né le 21 juillet 1980 à Kōchi, Japon) est un lanceur de relève droitier. Après avoir joué en Ligue majeure de baseball de 2013 à 2015, il a évolué pour les Hanshin Tigers dans la Ligue centrale du Japon de 2016 à 2020.

## Japon
Kyuji Fujikawa évolue pour les Hanshin Tigers de 1999 à 2012. Il participe au match d'étoiles à quatre reprises, chaque saison de 2005 à 2008. Le lanceur de relève droitier est élu meilleur stoppeur de la Ligue centrale en 2007.
En 14 saisons, sa moyenne de points mérités ne s'élève qu'à 1,77 avec 220 sauvetages.

## International
Kyuji Fujikawa remporte la médaille d'or avec l'équipe du Japon au Championnat d'Asie de baseball 2007 à Taichung ainsi qu'aux Classiques mondiales de baseball de 2006 et 2009.

## Ligue majeure de baseball
Fujikawa rejoint les Cubs de Chicago de la Ligue majeure de baseball le 7 décembre 2012 après avoir signé un contrat de 9,5 millions de dollars US pour deux ans. Il fait ses débuts dans le baseball majeur pour les Cubs le 1er avril 2013.
Il blanchit l'adversaire dans 9 de ses 12 sorties avec les Cubs en 2013, mais accorde tout de même 7 points mérités en 12 manches lancées et, à la fin mai, une blessure au coude droit l'oblige à subir une opération de type Tommy John.
Ce n'est que le 6 août 2014 qu'il est en mesure d'effectuer son retour au jeu pour Chicago. Il ne lance que 15 parties pour les Cubs en 2014 et 27 au total en deux saisons. En 25 manches lancées pour l'équipe, sa moyenne de points mérités s'élève à 5,04 avec une victoire, une défaite, deux sauvetages réalisés en 2013 et 31 retraits sur des prises.
Le 16 décembre 2014, il signe un contrat d'un million de dollars pour un an avec les Rangers du Texas. Il n'apparaît que dans deux matchs des Rangers en 2015. Le lanceur de 34 ans est assigné aux ligues mineures mais ne veut pas s'y rapporter ; les Rangers le libèrent donc de son contrat le 22 mai 2015.

## Retour au Japon
Fujikawa retourne aux Hanshin Tigers en 2016.
Il arrêtera sa carrière de joueur en 2020 mais reprendra pour la saison 2025 comme coach des Hanshin Tigers.